# Franz Diener (Sänger)
Franz Diener (19. Februar 1849 in Dessau – 14. Mai 1879 ebenda) war ein deutscher Geiger, Komponist und Opernsänger (Bariton, Tenor).

## Leben
Diener wurde, nachdem er schon in frühester Jugend musikalische Neigung zeigte, sowohl am Klavier als auch an der Violine ausgebildet. Mit 17 Jahren wurde er Eleve an der Dessauschen Hofkapelle.
Da er dort wenig Aussicht auf eine Karriere hatte, nahm er in der gerade in Liegnitz gastierenden Kapelle des Hofmusikdirektors Benjamin Bilse ein Engagement als erster Geiger an. Zu jener Zeit versuchte er sich auch schon als Liedkomponist und wagte es, einige seiner Lieder, ganz ohne jegliche Vermittlung, der Prinzessin Maria Anna von Anhalt-Dessau zu widmen. Diese bot ihm sogar einen Ehrensold an, den er jedoch ablehnte, allerdings ordnete sie, von seinem Gesang entzückt, seine stimmliche Ausbildung an. So entwickelte sich sein Bariton in überraschenderweise und er gab infolgedessen das Konzertpodium auf und widmete sich der Bühne, nachdem ein erster dramatische Auftritt am Louisen-Theater Berlin erfolgreich war.
Bald folgte er einem Ruf ans Hoftheater Dessau, wo er als „Valentin“ und „Luna“ debütierte. Sein nächstes Engagement war in Mainz, wo er als „Masaniello“ mit riesigem Erfolg auftrat. Dort lernte er auch Franz Schott, den Verleger der Werke Richard Wagners, kennen. Dieser empfahl ihn auch nach Bayreuth. Und so hielt sich dieser für drei Monate bei Wagner auf, der selbst alle von ihm geschaffenen Tenorpartien einstudierte.
Von 1872 bis 1873 war er in Köln engagiert und beteiligte sich auch an dem dort abgehaltenen Rheinischen Musikfest. Von Köln wurde er nach London berufen, um an einer Reihe von Konzerten in der Wagner-Society mitzuwirken. Er feierte in London großartige Triumphe, die seinen Ruf als Wagnerinterpret begründeten.
Danach folgte ein einjähriges Engagement am Hofoperntheater Berlin. In Hamburg wurde er von Bernhard Pollini für neun Monate engagiert und erhielt dort 60.000 Mark für diesen Zeitraum, wohl die höchste Summe, die damals je ein Künstler als Gage erhielt. Trotz seiner großen Erfolge zog er es jedoch vor, von Hamburg ans Dresdner Hoftheater zu wechseln. Dort feierte er rauschende Erfolge, bis er am 8. Februar 1879 in der Rolle des „Masaniello“ mitten während der Aufführung wegen eines Unwohlseins abbrechen musste. Zwar erholte er sich wieder und gab am 23. März 1879 ein Gastspiel in Frankfurt als „Eleazar“. Aber auch dort musste er abbrechen.
Er wurde zu seiner Familie nach Dessau gebracht, wo er sich merklich erholte, jedoch setzte seinem Leben vorzeitig im Alter von nur 30 Jahren ein Herzschlag am 14. Mai 1879 ein Ende.